# Pnorisa
Pnorisa is een geslacht van rechtvleugeligen uit de familie veldsprinkhanen (Acrididae). De wetenschappelijke naam van dit geslacht is voor het eerst geldig gepubliceerd in 1861 door Stål.

## Soorten
Het geslacht Pnorisa omvat de volgende soorten:
- Pnorisa angulata Karny, 1910
- Pnorisa carinata Uvarov, 1941
- Pnorisa conica Uvarov, 1953
- Pnorisa emalica Uvarov, 1941
- Pnorisa fasciatipes Bolívar, 1912
- Pnorisa orientalis Kevan, 1956
- Pnorisa squalus Stål, 1861